# Tren de Cercanías de Boston
El Tren de Cercanías  de Boston  o MBTA Commuter Rail es un sistema de tren de cercanías  que abastece al este de Massachusetts y Rhode Island. Inaugurado en 1964, actualmente el Tren de Cercanías  de Boston cuenta con 3 línea y 33 estaciones.

## Administración
El Tren de Cercanías de Boston es administrado por la Massachusetts Bay Transportation Authority.

## Líneas
Las siguientes líneas terminan en la Estación del Sur (en listadas de suroeste a oeste):
- Línea Greenbush
- Línea Fairmount
- Línea Providence/Stoughton
- Línea Franklin
- Línea Needham
- Línea Framingham/Worcester
- Línea Old Colony consiste de:
  - Línea Kingston/Plymouth
  - Línea Middleborough/Lakeville - El CapeFLYER opera en esta líneas durante días festivos y el Día de Cristóbal Colón con material rodante de la MBTA.

Las siguientes líneas terminan en la Estación del Norte (listadas de norte a noroeste):
- Línea Fitchburg
- Línea Lowell
- Línea Haverhill
- Línea Newburyport/Rockport